# كأس إسكتلندا 2014–15
كأس اسكتلندا 2014–15 (بالإنجليزية: 2014–15 Scottish Cup)‏ هو الموسم 130 من كأس اسكتلندا. أقيم خلال الفترة 16 أغسطس 2014 وحتى 30 مايو 2015، وكان عدد الأندية المشاركة فيه 90، وفاز فيه نادي إنفرنيس.